# Edappally

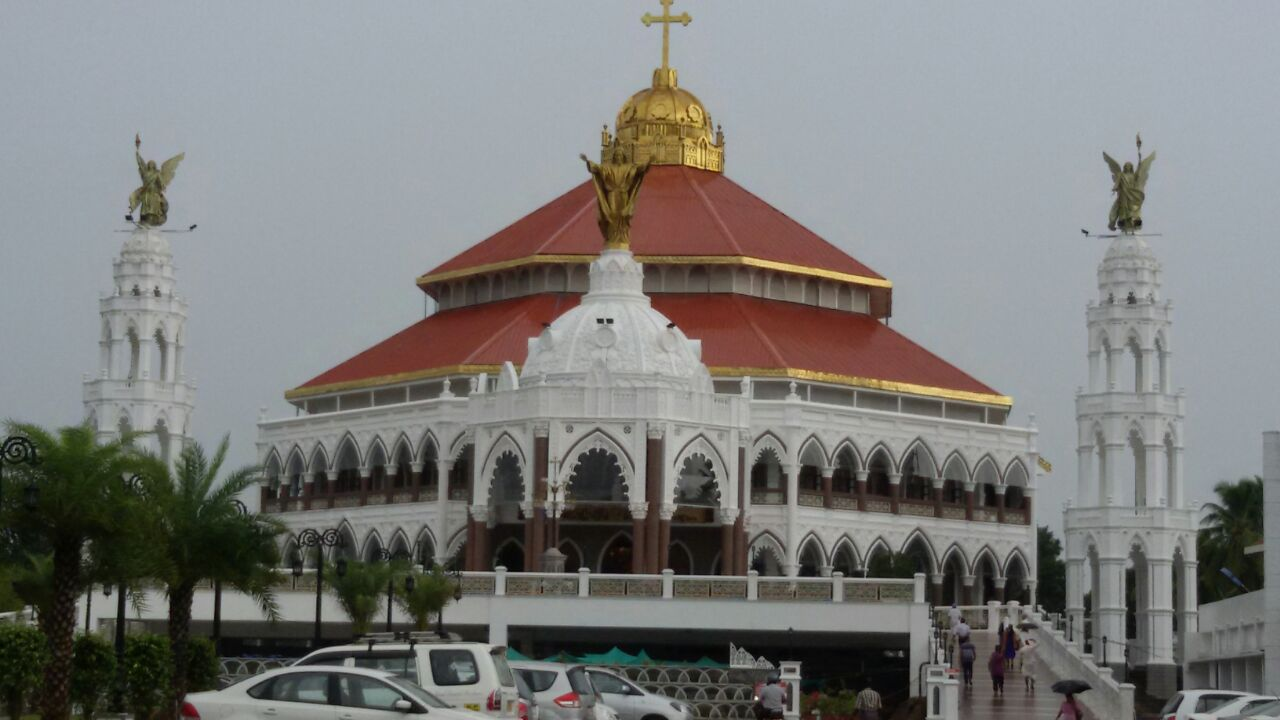
Edappally

Edappally är ett område i staden Kochi i Ernakulamdistriktet i den indiska delstaten Kerala.